# Gazeta Poranna 2 Grosze
Gazeta Poranna 2 Grosze – polityczny dziennik informacyjny wydawany w Warszawie w latach 1912–1929.

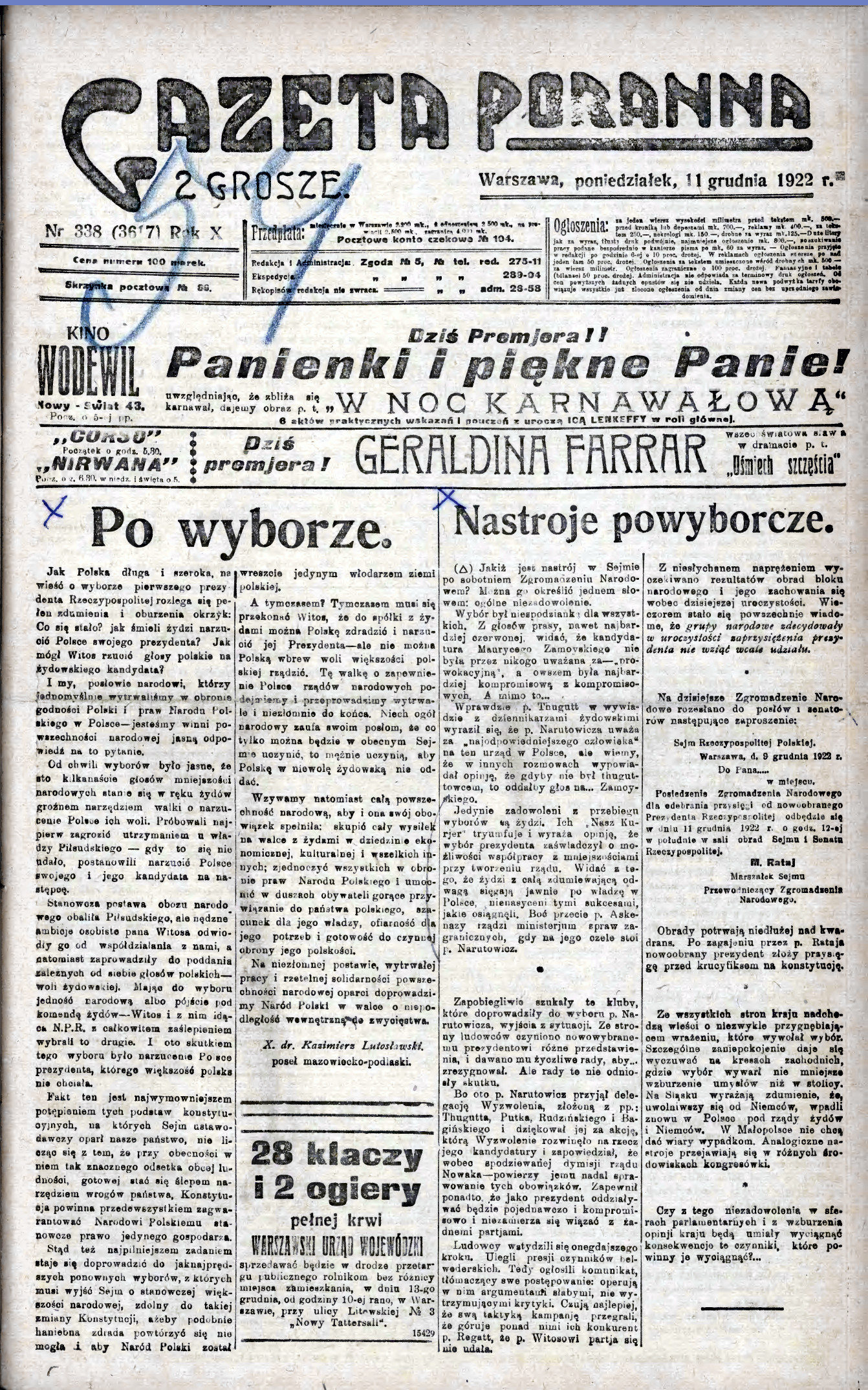
Strona tytułowa z 1922-12-11 z tekstem obwieszczającym zdradę narodową po wyborze Narutowicza na prezydenta

## Historia
Pismo powstało 29 września 1912 w celu masowego propagowania bojkotu gospodarczego Żydów, jego nakład rósł szybko i według redakcji 14 listopada wynosił 30 tysięcy egzemplarzy, a pięć dni później - 45 tysięcy. Zostało założone z pieniędzy, jakie w 1912 przeznaczył na kampanię Stronnictwa Demokratyczno-Narodowego do IV Dumy Ignacy Jan Paderewski. W związku z profilem dziennika (antysemityzm, antyżydowskość) kompozytor wydał oświadczenie, w którym przekonywał, że nie wiedział na co ofiarowane pieniądze mają być przeznaczone i odciął się od inicjatywy powołania do życia pisma. Pomimo tego amerykańscy rabini wzywali do bojkotu jego koncertów. 
Czołowymi publicystami dziennika i eksponentami światopoglądu rasistowskiego na jego łamach w okresie do zajęcia Warszawy przez Cesarstwo Niemieckie w 1915 byli Ignacy Grabowski i Stanisław Pieńkowski.
Do 1928 roku był to organ Narodowej Demokracji. Gazeta zawierała wówczas treści antysemickie. Prowadziła kampanię przeciw Gabrielowi Narutowiczowi po tym, jak został prezydentem RP. W latach 1925–1928 dziennik połączył się z Gazetą Warszawską i wydawany był jako Gazeta Poranna Warszawska. Od 1928 roku gazeta (powróciwszy do wcześniejszego tytułu) odcięła się od wpływów ND oraz miała charakter prorządowy (rząd Józefa Piłsudskiego). W 1929 roku nastąpiła likwidacja dziennika. Decyzję podjął wydawca i jako przyczynę podał brak stałego poparcia rządu.
Gazeta Poranna 2 Grosze do 1914 roku wychodziła w nakładzie 40 tys. egzemplarzy, w latach 1919–1929 jej nakład wahał się pomiędzy 20 a 30 tys. egzemplarzy.

## Wydawcy
- Feliks Wyszyński(inne języki) (1912–1914)[1]
- Czesław Sobolewski (1914–1915)[1]
- Stefan Dymarski (1918)[1]
- Przemysław Mączewski (1918)[1]
- Mieczysław Niklewicz (1918–1925)[1]
- Mieczysław Niklewicz i Antoni Sadzewicz (1925–1927)[7]
- St. Freytag i S-ka (1928–1929)[8]

## Redaktorzy naczelni
- Feliks Wyszyński (1912–1914)[1]
- Czesław Sobolewski (1914–1915)[1]
- Przemysław Mączewski (1915–1918)[1]
- Stefan Dymarski (1918)[1]
- Przemysław Mączewski (1918–1919)[1]
- Antoni Sadzewicz (1919–1921)[1]
- Hieronim Wierzyński (1921)[1]
- Antoni Sadzewicz (1921–1925)[1]
- Mieczysław Trajdos (1925–1927)[7]
- Antoni Sadzewicz (1928–1929)[8]